# Friedrich Herder Abraham Sohn
La firma Friedrich Herder Abraham Sohn GmbH è una coltelleria di Solingen. Ha marchio asso di picche, in lingua tedesca Pik As. Commercia sul mercato tedesco e nell'esportazione.

## Storia
La data di fondazione risale al 27 febbraio 1727. In quel giorno Peter Herder da Pilghausen registrò la coltelleria „Schoppenass“ (= Pik As) presso il „Messmachergerichts“. Il documento è conservato presso l'archivio di Stato di Solingen. Più tardi venne il marchio a forma di croce sulle posaterie con le doppie chiavi.
Dopo la morte di Peter Herder nel 1762 l'azienda inizia ad esportare nel mercato olandese, con a capo i figli Abraham e Johann Peter Herder. Seguì il figlio più grande di Abraham Herders, nato nel 1761, Johann Abraham Herder. Con l'arrivo in azienda dei figli la società venne chiamata Joh. Abr. Herder & Sne. Dopo la morte del figlio Abraham, Johann Abraham Herder nel 1839 (morto prematuramente) il nipote Friedrich Herder entra in società, seguì nel 1841 la firma Friedrich Herder Abr. Sohn. Questo nome viene portato negli anni fino ad oggi, anche se nessun componente della famiglia Herder fa più parte della proprietà.
Dopo la morte di Friedrich Herder nel 1887 la società venne acquisita da Gustav Weyersberg. Era il figlio maggiore nato dal primo matrimonio della figlia di Friedrich Herder, Emilie, con Hermann Weyersberg. Il giovane figlio Carl Weyersberg entrò in azienda nel 1908 a capo della nuova sede di Buenos Aires assieme a Hermann Bick, figlio di seconde nozze di Emilie Herder con Pastor Bick. Questo fino al 1993 quando per insolvenza la società venne acquisita da Hans Joachim Röllecke e Detlef Weides e continuata con la ragione sociale Friedrich Herder Abraham Sohn GmbH.

## Sede

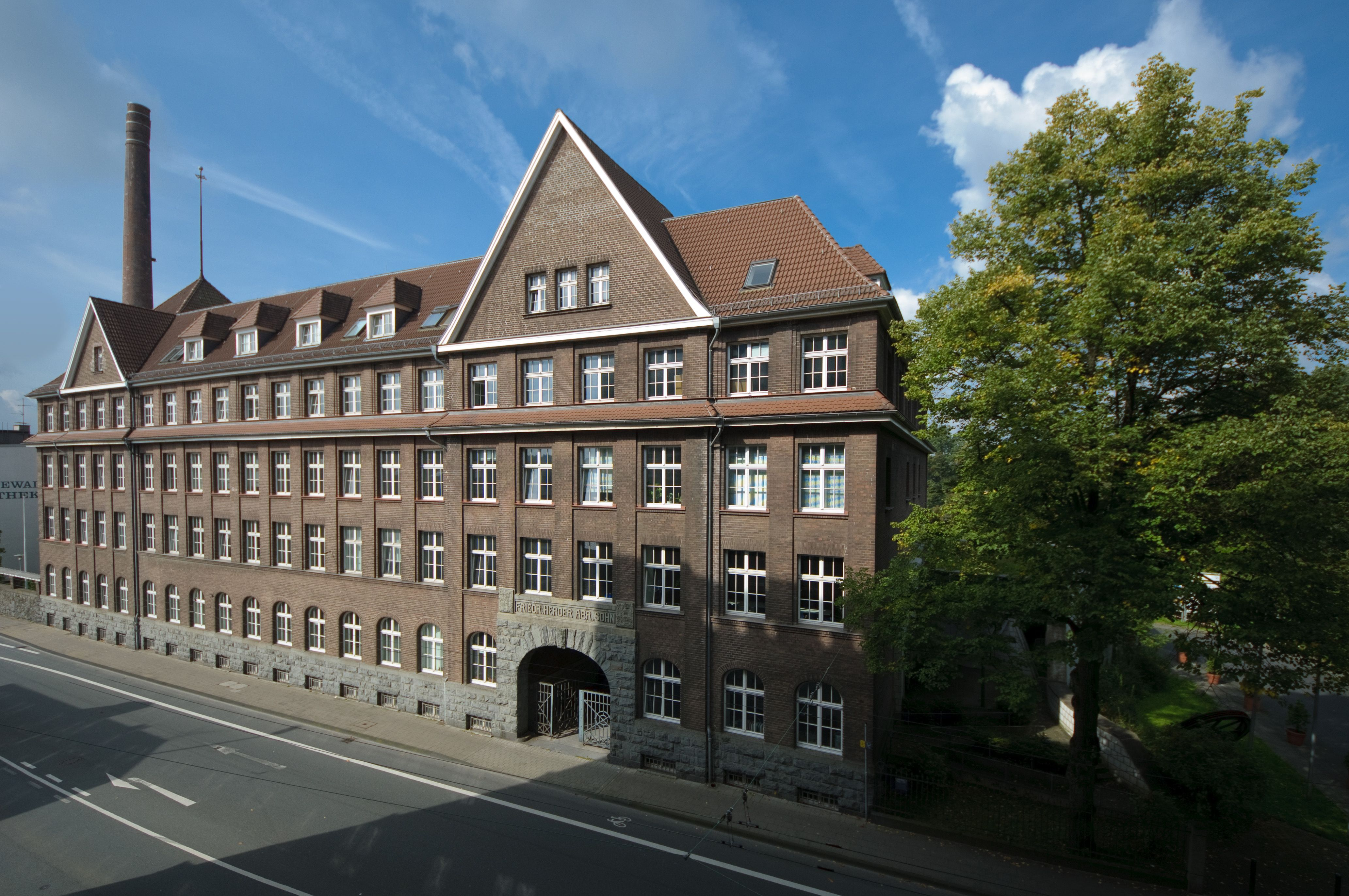
Fronte della sede storica.

La sede della fabbrica fu abitazione e sede societaria a Obenpilghausen. Nel 1859 venne eretta in Grünewalder Straße una abitazione, più tardi una fabbrica annessa e nel 1913 infine l'edificio amministrativo di fronte alla J. A. Henckels.
Nel 1995 viene aperta la sede produttiva e amministrativa in Obenitterstraße.

## I mercati
La produzione di coltelli e forbici è da sempre esportata. I mercati di riferimento sono Paesi Bassi e Belgio. Oltre al mercato domestico sul finire del XIX secolo iniziò l'esportazione oltre mare, come nelle colonie asiatiche delle Indie orientali olandesi e dal 1908 anche Sudamerica, come l'Argentina. Lo sviluppo della azienda lo si deve a 450 collaboratori in azienda e molti lavoratori a domicilio. L'azienda ancora in tempi contemporanei rimase una conservatrice impresa familiare con la produzione di pezzi forgiati internamente, senza nessuna diversificazione. Sul finire del XX secolo la concorrenza sul prezzo fece sì che nel 1993 la società divenne insolvente con la conseguente rifondazione in GmbH.

## Fabbricato protetto

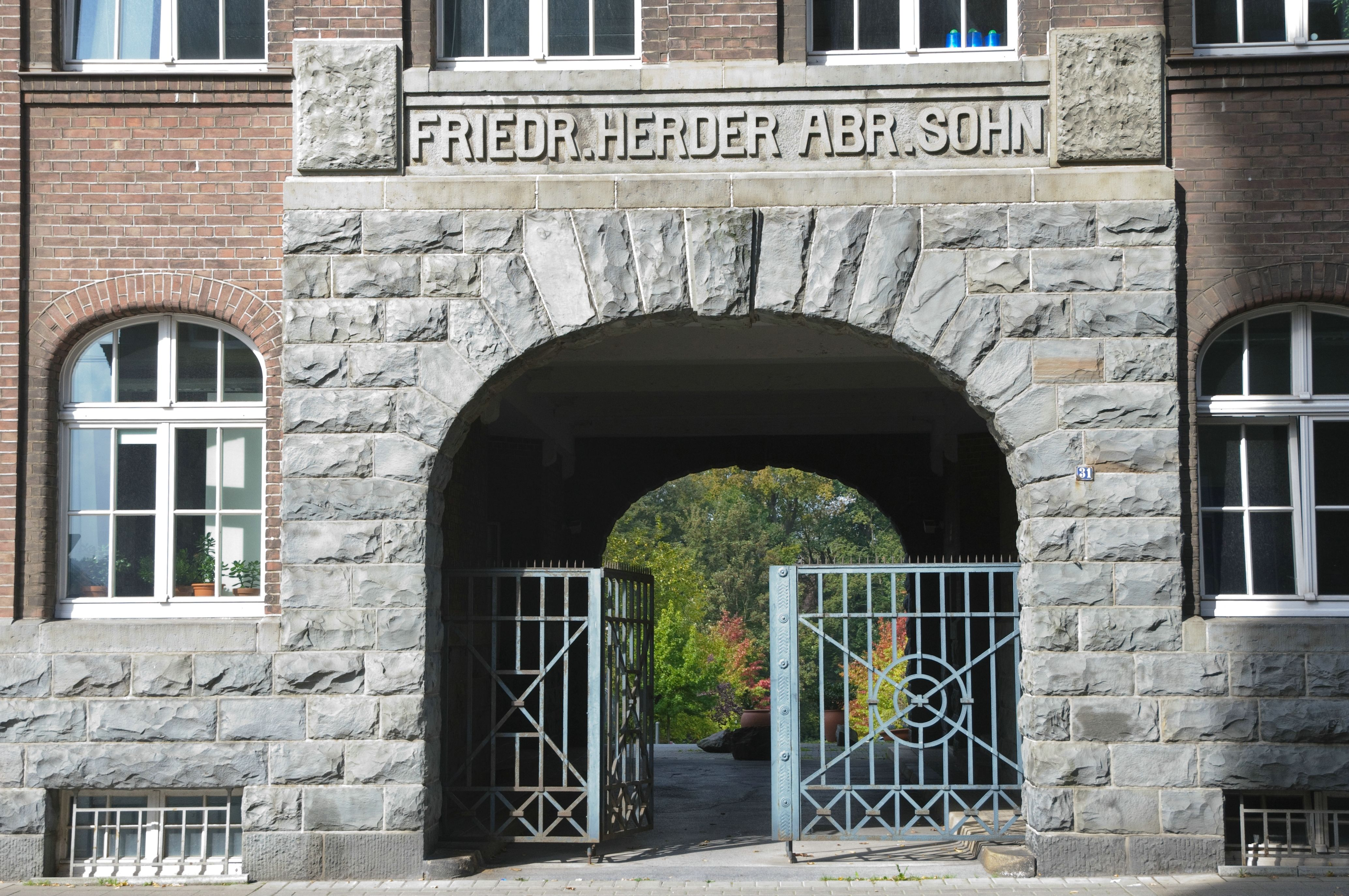
Entrata della sede storica.

Oggi la sede storica della Schneidwarenfabrik und Gesenkschmiede Friedrich Herder Abr. Sohn è un luogo protetto dai beni artistici e architettonici tedeschi in Grünewalder Straße 29 a Solingen-Höhscheid.
L'edificio fu disegnato da Hermann vom Endt (1861–1939). La palazzina uffici si sviluppa su quattro piani e costruita dal 1911 al 1913 con stile neoclassico (Avancorpo, Lesena) come anche forme stilistiche Heimatstil (Walmdächer, cornicioni bianchi in legno a timpani). Le pietre a vista da filo terra si protraggono su tutto il muro di cinta.
La sede storica è usata dalla Solinger Wirtschaftsförderung come incubatore aziendale.